# 林廷福
林廷福為中國清朝武官官員，字錫卿、受堂，本籍福建。行伍出身的林廷福於1824年（道光4年）奉旨接替吳得勳，於台灣擔任台灣水師協副將。而隸屬台灣鎮之下的此官職是台灣清治時期的這階段，全台灣的海防軍事層級最高武將，其統帥三標水營，數千名水師兵勇。
| 前任： 吳得勳 | 台灣水師協副將 1824年上任 | 繼任： 潘汝渭 |